# Nederlands kampioenschap schaatsen allround 1903
Het Nederlands kampioenschap schaatsen allround voor mannen 1903 werd van 23 tot 24 januari 1903 verreden op de Natuurijsbaan YVG in Groningen.
De IJsvereniging Groningen organiseerde de tweede door het KNSB erkende kampioenschap van Nederland. De tweede dag hadden de rijders ongunstige omstandigheden ten gevolge van de ingevallen dooi. Titelverdediger was Eeko Banning, die de eerste Nederlandse titel in 1901 te Leeuwarden had veroverd. Coen de Koning won alle vier de afstanden en veroverde zijn eerste Nederlandse titel.

## Klassement
| #      | Naam                | Punten | 500m        | 500m finale | 5000m       | 1500m      | 1500m finale | 10.000m     |
| ------ | ------------------- | ------ | ----------- | ----------- | ----------- | ---------- | ------------ | ----------- |
| Goud   | Coen de Koning      | 4      | 53,8 (1)    | 52,6 (1)    | 9.54,0 (1)  | 2.55,0 (1) | 2.59,8 (1)   | 22.16,8 (1) |
| Zilver | Jan Greve           | 10     | 54,0 (2)    | 55,0 (4)    | 9.59,2 (2)  | 3.01,0 (3) | 3.06,8 (3)   | 23.40,0 (3) |
| Brons  | Bernard Bezemer     | 12     | 57,0 (5)    |             | 10.00,6 (3) | 3.00,0 (2) | 3.02,0 (2)   | 23.12,0 (2) |
| NC     | Eeko Banning        | -      | 55,6 (3)    | 54,0 (3)    | 10.42,6 (5) | 3.07,8 (4) | 3.19,4 (4)   |             |
| NC     | Sietse van de Waard | -      | 57,8 (6)    |             | 11.00,2 (6) | 3.14,0 (5) |              |             |
| NC     | J. Harders          | -      | 1.01,0 (7)  |             | 11.08,2 (7) | 3.17,4 (6) |              |             |
| NC     | D. van Straaten     | -      | 1.01,0 (7)  |             | 12.00,6 (9) | 3.28,2 (7) |              |             |
| NC     | J.M.M. Bartels      | -      | 1.00,8 (9)  |             | 11.47,0 (8) | 3.32,0 (8) |              |             |
| NC     | Arend Bouma         | -      | 56,6 (4)    | 53,2 (2)    | 10.21,0 (4) | NF         |              |             |
| NC     | R.E.J. Condee       | -      | 1.02,4 (10) |             | NF          |            |              |             |

NC = niet gekwalificeerd, NF = niet gefinisht 